# Poongsan
Poongsan est un conglomérat sud-coréen, un chaebol, spécialisé notamment dans les explosifs et l'armement. 
1. ↑  SIPRI Arms Industry Database (base de données), SIPRI.